# وزیر نیرو (ایران)
وزیر نیرو با نام سابق وزیر آب و برق وزیر وزارت‌خانهٔ نیرو و یکی از اعضای هیئت دولت جمهوری اسلامی ایران است.
در اسفندماه سال ۱۳۴۲، «وزارت آب و برق» از ادغام سازمان برق ایران، بنگاه مستقل آبیاری و چند سازمان آب و برق استان‌ها و نواحی تشکیل شد. در سال ۱۳۵۳، نام این وزارت‌خانه به «وزارت نیرو» تغییر یافت.

## فهرست

### پهلوی
| ر. | نام     | نام                         | نگاره   | آغاز تصدی      | پایان تصدی     | دولت          | م.     |
| -- | ------- | --------------------------- | ------- | -------------- | -------------- | ------------- | ------ |
| ۱  |         | منصور روحانی (۱۳۵۸–۱۳۰۰)    |         | ۱۷ اسفند ۱۳۴۲  | ۲۱ شهریور ۱۳۵۰ | ح. منصور      | [ ۳ ]  |
| ۱  | هویدا ۱ | منصور روحانی (۱۳۵۸–۱۳۰۰)    | [ ۴ ]   | ۱۷ اسفند ۱۳۴۲  | ۲۱ شهریور ۱۳۵۰ |               |        |
| ۱  | هویدا ۲ | منصور روحانی (۱۳۵۸–۱۳۰۰)    | [ ۵ ]   | ۱۷ اسفند ۱۳۴۲  | ۲۱ شهریور ۱۳۵۰ |               |        |
| ۲  |         | ایرج وحیدی (۱۴۰۱–۱۳۰۶)      |         | ۲۲ شهریور ۱۳۵۰ | ۷ اسفند ۱۳۵۵   | هویدا ۳       | [ ۶ ]  |
| ۲  |         | ایرج وحیدی (۱۴۰۱–۱۳۰۶)      | هویدا ۴ | ۲۲ شهریور ۱۳۵۰ | ۷ اسفند ۱۳۵۵   | [ ۷ ]         |        |
| ۳  |         | پرویز حکمت (زادهٔ ۱۳۱۵)      | هویدا ۴ |                | ۷ اسفند ۱۳۵۵   | ۱۵ مرداد ۱۳۵۶ | [ ۸ ]  |
| ۴  |         | تقی توکلی (زادهٔ ۱۳۰۷)       |         | ۱۶ مرداد ۱۳۵۶  | ۵ شهریور ۱۳۵۷  | آموزگار       | [ ۹ ]  |
| ۵  |         | جهانگیر مهدمینا (زادهٔ ۱۳۰۴) |         | ۵ شهریور ۱۳۵۷  | ۱۵ آبان ۱۳۵۷   | شریف‌امامی ۳   | [ ۱۰ ] |
| ۶  |         | ایرج مقدم (۱۳۵۷–۱۲۹۷)       |         | ۱۵ آبان ۱۳۵۷   | ۱۶ دی ۱۳۵۷     | ازهاری        | [ ۱۱ ] |

### جمهوری اسلامی
| ر. | نام          | نام                                 | نگاره         | آغاز تصدی                     | پایان تصدی     | دولت              | رئیس دولت     | م.     |
| -- | ------------ | ----------------------------------- | ------------- | ----------------------------- | -------------- | ----------------- | ------------- | ------ |
| ۷  |              | عباس تاج (زادهٔ ؟)                   |               | ۲۹ بهمن ۱۳۵۷                  | ۱۴ آبان ۱۳۵۸   | موقت              | بازرگان       | [ ۱۲ ] |
| ۸  |              | حسن عباس‌پور (۱۳۶۰–۱۳۲۳)             |               | ۲۶ آبان ۱۳۵۸                  | ۷ تیر ۱۳۶۰     | موقت شورای انقلاب | بهشتی         | [ ۱۳ ] |
| ۸  | بنی‌صدر       | حسن عباس‌پور (۱۳۶۰–۱۳۲۳)             |               | ۲۶ آبان ۱۳۵۸                  | ۷ تیر ۱۳۶۰     | موقت شورای انقلاب |               | [ ۱۳ ] |
| ۸  | نخست         | حسن عباس‌پور (۱۳۶۰–۱۳۲۳)             | رجایی         | ۲۶ آبان ۱۳۵۸                  | ۷ تیر ۱۳۶۰     | [ ۱۴ ]            |               |        |
| –  | نخست         |                                     | رجایی         | محمود مقدم (زاده 1324) سرپرست |                | ۹ تیر ۱۳۶۰        | ۲۶ مرداد ۱۳۶۰ | [ ۱۵ ] |
| ۹  |              | حسن غفوری‌فرد (۱۴۰۱–۱۳۲۲)            |               | ۲۶ مرداد ۱۳۶۰                 | ۶ آبان ۱۳۶۴    | دوم               | باهنر         | [ ۱۶ ] |
| ۹  | موقت         | حسن غفوری‌فرد (۱۴۰۱–۱۳۲۲)            | مهدوی کنی     | ۲۶ مرداد ۱۳۶۰                 | ۶ آبان ۱۳۶۴    | [ ۱۷ ]            |               |        |
| ۹  | سوم          | حسن غفوری‌فرد (۱۴۰۱–۱۳۲۲)            | موسوی         | ۲۶ مرداد ۱۳۶۰                 | ۶ آبان ۱۳۶۴    | [ ۱۸ ]            |               |        |
| ۱۰ |              | محمدتقی بانکی (زادهٔ ۱۳۲۵)           | موسوی         |                               | ۶ آبان ۱۳۶۴    | ۱۳۶۶              | چهارم         | [ ۱۹ ] |
| –  |              | سید ابوالحسن خاموشی (زادهٔ ؟) سرپرست | موسوی         |                               | ۱۳۶۶           | ۲۹ شهریور ۱۳۶۷    | چهارم         |        |
| ۱۱ |              | بیژن نامدار زنگنه (زادهٔ ۱۳۳۱)       | موسوی         |                               | ۲۹ شهریور ۱۳۶۷ | ۲۹ مرداد ۱۳۷۶     | چهارم         | [ ۲۰ ] |
| ۱۱ | پنجم         | بیژن نامدار زنگنه (زادهٔ ۱۳۳۱)       | هاشمی         | [ ۲۱ ]                        | ۲۹ شهریور ۱۳۶۷ | ۲۹ مرداد ۱۳۷۶     |               |        |
| ۱۱ | ششم          | بیژن نامدار زنگنه (زادهٔ ۱۳۳۱)       | هاشمی         | [ ۲۲ ]                        | ۲۹ شهریور ۱۳۶۷ | ۲۹ مرداد ۱۳۷۶     |               |        |
| ۱۲ |              | حبیب‌الله بیطرف (زادهٔ ۱۳۳۵)          |               | ۲۹ مرداد ۱۳۷۶                 | ۲ شهریور ۱۳۸۴  | هفتم              | خاتمی         | [ ۲۳ ] |
| ۱۲ | هشتم         | حبیب‌الله بیطرف (زادهٔ ۱۳۳۵)          | [ ۲۴ ]        | ۲۹ مرداد ۱۳۷۶                 | ۲ شهریور ۱۳۸۴  |                   | خاتمی         |        |
| ۱۳ |              | سید پرویز فتاح (زادهٔ ۱۳۴۰)          |               | ۲ شهریور ۱۳۸۴                 | ۱۵ شهریور ۱۳۸۸ | نهم               | احمدی‌نژاد     | [ ۲۵ ] |
| –  |              | مجید نامجو (زادهٔ ۱۳۴۱)              |               | ۱۵ شهریور ۱۳۸۸                | ۲۴ آبان ۱۳۸۸   | دهم               | احمدی‌نژاد     | [ ۲۶ ] |
| ۱۴ | ۲۴ آبان ۱۳۸۸ | مجید نامجو (زادهٔ ۱۳۴۱)              | ۲۴ مرداد ۱۳۹۲ | [ ۲۷ ]                        |                | دهم               | احمدی‌نژاد     |        |
| ۱۵ |              | حمید چیت‌چیان (زادهٔ ۱۳۳۶)            |               | ۲۴ مرداد ۱۳۹۲                 | ۲۹ مرداد ۱۳۹۶  | یازدهم            | روحانی        | [ ۲۸ ] |
| –  |              | ستار محمودی (زادهٔ ؟) سرپرست         |               | ۲۹ مرداد ۱۳۹۶                 | ۷ آبان ۱۳۹۶    | دوازدهم           | روحانی        | [ ۲۹ ] |
| ۱۶ |              | رضا اردکانیان (زادهٔ ۱۳۳۷)           |               | ۷ آبان ۱۳۹۶                   | ۳ شهریور ۱۴۰۰  | دوازدهم           | روحانی        | [ ۳۰ ] |
| ۱۷ |              | علی‌اکبر محرابیان (زادهٔ ۱۳۴۸)        |               | ۳ شهریور ۱۴۰۰                 | ۳۱ مرداد ۱۴۰۳  | سیزدهم            | رئیسی         | [ ۳۱ ] |
| ۱۸ |              | عباس علی‌آبادی (زادهٔ ۱۳۴۱)           |               | ۳۱ مرداد ۱۴۰۳                 | متصدی          | چهاردهم           | پزشکیان       | [ ۳۲ ] |